# Andreas H. Mahnken

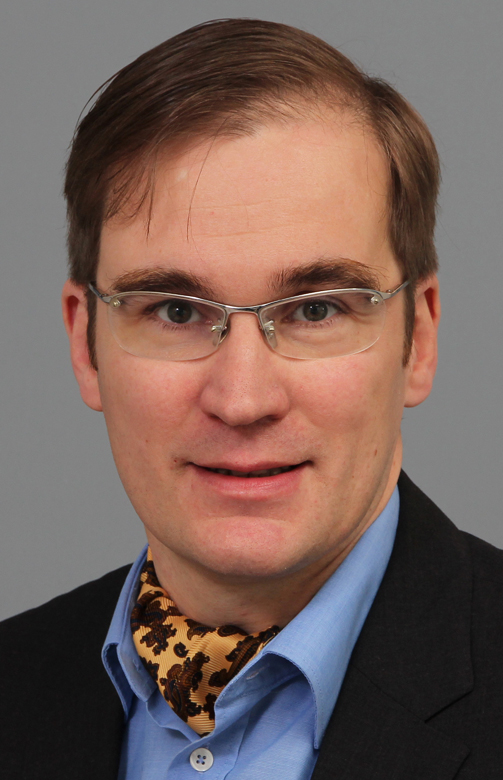
Andreas H. Mahnken (2012)

Andreas Horst Mahnken (* 7. Mai 1971 in Dortmund) ist ein deutscher Radiologe. Er ist Professor für Radiologie der Philipps-Universität Marburg und Direktor der Klinik für Diagnostische und Interventionelle Radiologie am Universitätsklinikum Gießen und Marburg am Standort Marburg. Seine besonderen Schwerpunkte sind die minimal-invasive Behandlung von Tumorerkrankungen und die Diagnostik und die Therapie von Gefäßerkrankungen.

## Leben
Andreas H. Mahnken studierte von 1991 bis 1997 Humanmedizin an den Universitäten Würzburg, Bonn und Graz. Nach dem medizinischen Staatsexamen wurde er im selben Jahr am medizinhistorischen Institut der Rheinischen Friedrich-Wilhelms-Universität Bonn zum Dr. med. promoviert. Im selben Jahr ging er als Assistenzarzt in der Chirurgischen Klinik des Hegau-Klinikums in Singen. Im Jahr 1999 wechselte er als wissenschaftlicher Assistent an die Klinik für Radiologische Diagnostik der RWTH Aachen. 2003 erfolgte die Anerkennung als Facharzt und ein Jahr später die Habilitation und Ernennung zum Oberarzt, 2008 die Ernennung zum außerplanmäßigen Professor. 2006 erwarb er einen Abschluss als Master of Business Administration (MBA) für Gesundheitsmanagement und 2010 einen Master of Medical Education (MME). Seit November 2012 leitet er den Lehrstuhl für Radiologie der Philipps-Universität Marburg und die Klinik für Diagnostische und Interventionelle Radiologie des Universitätsklinikum Gießen und Marburg am Standort Marburg. Seit 2020 ist er außerdem Koordinator des Zertifikatskurses „Sachkunde für Medizinphysikerinnen und Medizinphysiker“ der Philipps-Universität Marburg.
Klinischer und wissenschaftlicher Schwerpunkt der Arbeit von Andreas H. Mahnken ist die Interventionelle Radiologie. Weiterhin befasst er sich intensiv mit der nicht-invasiven Herzbildgebung, zu der er sich im Jahr 2004 habilitierte. Diese Habilitation wurde 2005 mit dem Walter-Friedrich-Preis der Deutschen Röntgengesellschaft ausgezeichnet. Im Bereich der hier verwendeten Technik der Computertomographie ist er als Erfinder an verschiedenen Patenten beteiligt. Er ist Mitglied zahlreicher Wissenschaftsorganisationen, im wissenschaftlichen Beirat verschiedener nationaler und internationaler Fachzeitschriften sowie im wissenschaftlichen Beirat der Patientenorganisation Von-Hippel-Lindau e.V. Weiterhin ist er über den Normenausschuss Radiologie des Deutschen Instituts für Normung in der Normungsarbeit für die Radiologie aktiv.

## Ehrungen
- Hanns-Langendorff-Preis 2004 der Vereinigung Deutscher Strahlenschutzärzte e.V.
- Coolidge Award 2004 (Stifter: Fa. GE Healthcare)
- Walter-Friedrich-Preis 2005 der Deutschen Röntgengesellschaft 2005[5]
- Werner-Porstmann-Stipendium der Deutschen Röntgengesellschaft 2006[6]
- Hermann-Holthusen-Ring der Deutschen Röntgengesellschaft 2009[7]
- Eugenie-und-Felix-Wachsmann-Preis	der Deutschen Röntgengesellschaft 2014[8]
- Wachsmann-Innovationspreis der Deutschen Röntgengesellschaft 2019[9]

## Publikationen (Auswahl)
- mit Axel W.-O. Schmidt: Dr. med Ernst Schmidt (1830–1900). Revolutionär und Arzt. In: Würzburger medizinhistorische Mitteilungen. Band 20, 2001, S. 311–318.
- als Hrsg. mit J. Ricke: CT- and MR-guided Interventions in Radiology. Springer, 2009, ISBN 3-540-73084-2.
- als Hrsg. mit K. Wilhelm: CT- and MR-guided Interventions in Radiology. 2. Auflage. Springer, 2013, ISBN 978-3-642-33580-8.
- als Hrsg. mit G. A. Krombach: Radiologische Diagnostik Abdomen und Thorax. Thieme, 2015, ISBN 978-3-13-172921-7.
- als Hrsg. mit C. Thomas: Interventionelle Radiologie. Thieme, 2019, ISBN 978-3-13-221451-4.